# Sveriges Grand Prix
Sveriges Grand Prix var en deltävling i formel 1-VM som kördes sex säsonger på Scandinavian Raceway i Anderstorp i Småland under 1973–1978. Ett sjunde lopp var planerat att äga rum 1979 men ställdes in efter att sponsorerna dragit sig ur.

## Vinnare Sveriges Grand Prix
| År   | Bana                 | Förare          | Konstruktör        |
| ---- | -------------------- | --------------- | ------------------ |
| 1973 | Scandinavian Raceway | Denny Hulme     | McLaren-Ford       |
| 1974 | Scandinavian Raceway | Jody Scheckter  | Tyrrell-Ford       |
| 1975 | Scandinavian Raceway | Niki Lauda      | Ferrari            |
| 1976 | Scandinavian Raceway | Jody Scheckter  | Tyrrell-Ford       |
| 1977 | Scandinavian Raceway | Jacques Laffite | Ligier-Matra       |
| 1978 | Scandinavian Raceway | Niki Lauda      | Brabham-Alfa Romeo |